# Мераг
Мераг (хрв. Merag) је насељено место у граду Црес, на острву Црес, Приморско-горанска жупанија, Хрватска.

## Историја
До територијалне реорганизације у Хрватској био је у саставу старе општине Црес-Лошињ.

## Становништво
У попису становништва из 2011. године, Мераг је имао 10 становника.
| Број становника према пописима | Број становника према пописима | Број становника према пописима | Број становника према пописима | Број становника према пописима | Број становника према пописима | Број становника према пописима | Број становника према пописима | Број становника према пописима | Број становника према пописима | Број становника према пописима | Број становника према пописима | Број становника према пописима | Број становника према пописима | Број становника према пописима | Број становника према пописима |
| ------------------------------ | ------------------------------ | ------------------------------ | ------------------------------ | ------------------------------ | ------------------------------ | ------------------------------ | ------------------------------ | ------------------------------ | ------------------------------ | ------------------------------ | ------------------------------ | ------------------------------ | ------------------------------ | ------------------------------ | ------------------------------ |
| 1857                           | 1869                           | 1880                           | 1890                           | 1900                           | 1910                           | 1921                           | 1931                           | 1948                           | 1953                           | 1961                           | 1971                           | 1981                           | 1991                           | 2001                           | 2011                           |
| 22                             | 22                             | 51                             | 42                             | 64                             | 86                             | 0                              | 0                              | 106                            | 84                             | 50                             | 2                              | 0                              | 0                              | 3                              | 10                             |

Напомена: Од 1890. до 1910. исказивано под именом Смераг. Године 1857, 1869. и 1890. Део података садржан је у насељу Црес, као и подаци из 1921. и 1931. Године 1981. и 1991. без становника. До 1900. исказивано као део насеља.

## Галерија
- брод на трајектном пристаништу
- трајект